# Municipio de Hubley
El municipio de Hubley (en inglés: Hubley Township) es un municipio ubicado en el condado de Schuylkill en el estado estadounidense de Pensilvania. En el año 2000 tenía una población de 889 habitantes y una densidad poblacional de 26 personas por km².

## Geografía
El municipio de Hubley se encuentra ubicado en las coordenadas 40°37′00″N 76°37′59″O / 40.61667, -76.63306.

## Demografía
Según la Oficina del Censo en 2000 los ingresos medios por hogar en la localidad eran de $41,250 y los ingresos medios por familia eran $46,538. Los hombres tenían unos ingresos medios de $32,734 frente a los $24,375 para las mujeres. La renta per cápita para la localidad era de $17,377. Alrededor del 5,7% de la población estaban por debajo del umbral de pobreza.